# 斯皮罗沃
斯皮罗沃（羅馬化：Spirovo）是俄罗斯特维尔州的市级镇，为该州斯皮罗沃区行政中心及规模最大聚居地，也是该区唯一的一座市级镇。地处特维尔州中北部，位于伏尔加河流域特维尔察河一支流小季格马河（Малая Тигма）河畔，在州府特维尔西北方。
镇内设有同名铁路车站，位于莫斯科－圣彼得堡线上。西南距M10公路（俄罗斯公路）约10公里。
该地2022年人口有5,654人；2010年人口6,267；2002年人口6,859；1989年人口6,896。